# مارك سبيتز (صحفي)
مارك سبيتز (بالإنجليزية: Marc Spitz)‏ (2 أكتوبر 1969، كوينز في الولايات المتحدة - 4 فبراير 2017، نيويورك في الولايات المتحدة)؛ كاتِب ومؤلِّف، صحفي وروائي أمريكي.